# УНІАН
УНІАН (Українське Незалежне Інформаційне Агентство Новин) — інформаційна агенція, що працює на ринку України з 1993 року. Випускає продукцію трьома мовами (українська, російська, та англійська). УНІАН входить до медіахолдингу 1+1 Media, що належить Ігорю Коломойському.
Редакція агентства перебуває у місті Києві за адресою вулиця Хрещатик, будинок 4.

## Історія
27 серпня 1991 року, на третій день після проголошення Верховною Радою Акту Незалежності, Президія Верховної Ради ухвалила постанову про створення Українського незалежного інформаційного агентства новин (УНІАН) на базі колишнього відділення союзного агентства «Новости».
15 березня 1993 року УНІАН отримав свідоцтво про державну реєстрацію юридичної особи, завдяки зусиллям Михайла Батога, Національної спілки журналістів України та Спілки юристів України. У квітні 1993 року вийшов перший щоденний випуск «УНІАН-Новини». У травні почала виходити стрічка новин.
Спочатку інформагентство готувало випуски новин, які розсилали передплатникам. З 1995 року запрацював відділ моніторингу, який охоплював центральну та регіональну пресу, провідні інтернет-видання та телеефір, і готував ексклюзивні інформаційні підбірки згадуваності брендів, компаній, осіб, контент-аналіз ЗМІ за тематикою, яка цікавить корпоративних клієнтів та політиків.
2 січня 1999 року почалося постійне наповнення електронної інформаційної бази агентства в режимі онлайн, першим повідомленням стало «Президент України ввів у дію Конституцію Криму». Того ж року УНІАН створив одну з перших в Україні оперативних фотослужб новин, яка надає стрічку фотоновин про найважливіші в Україні події в режимі реального часу.
З 2000 року періодичні випуски новин було переведено в режим онлайн.
Навесні 2006 року УНІАН здійснив перезапуск вебсайту. Згодом УНІАН першим в Україні почав проводити інтернет пресконференції.
2 листопада 2006 року генеральний директор агентства Олег Наливайко сказав, шо акціонери УНІАН запровадили нову посаду в структурі менеджменту: президента УНІАН.

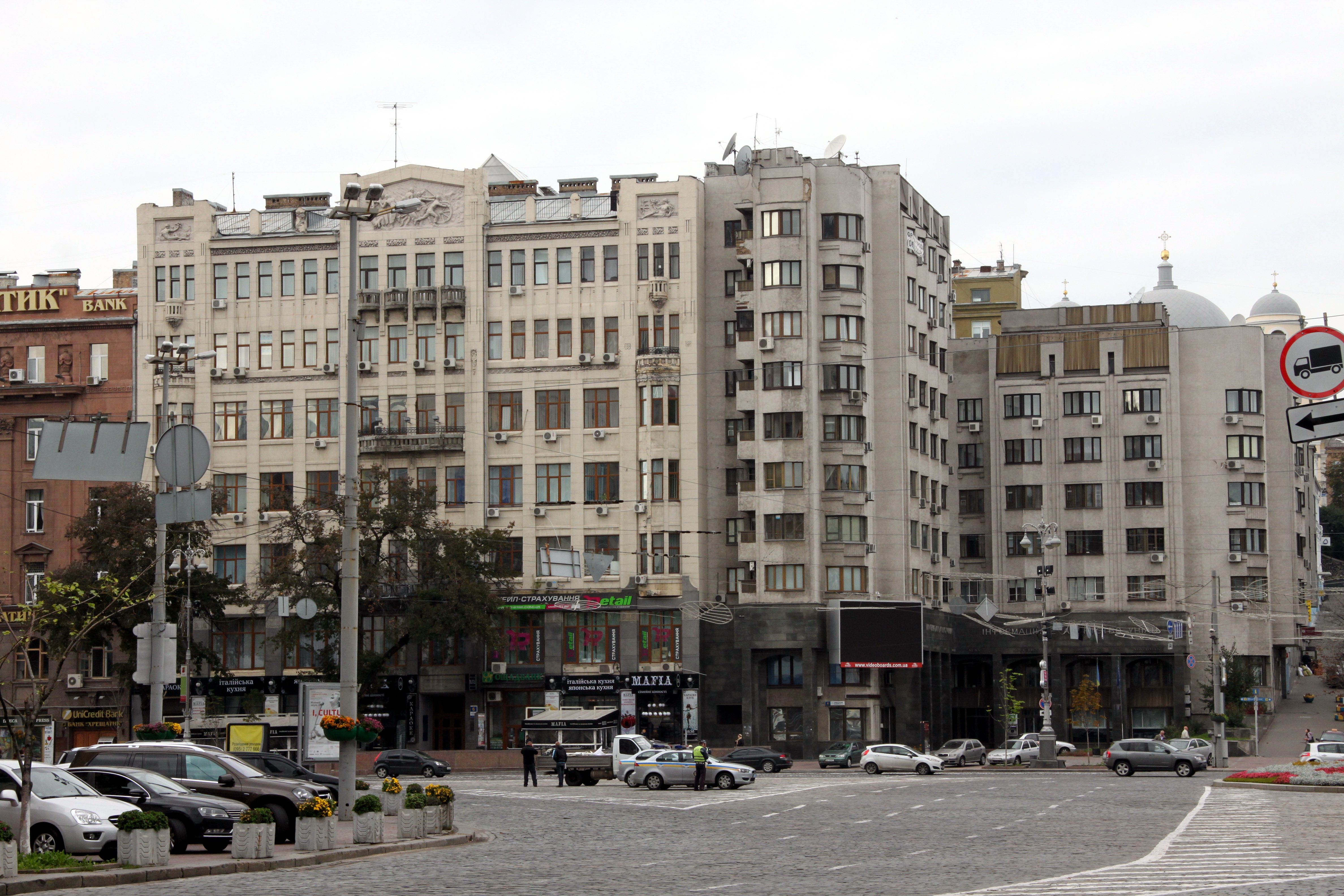
Головний офіс УНІАН по вул. Хрещатик, 4, Київ. 2008.

28 липня 2010 року на супутнику Amos 2 (4 градуси західної довготи) почалося тестове мовлення телеканалу «УНІАН».

### Цензура
27 лютого 2012 року Вадим Осадчий став генеральним директором УНІАН, замінивши на цій посаді Олега Наливайка. 7 травня 2012 року Олег Наливайко взявся виконувати обов'язки голови Національної спілки журналістів України і подав заяву про звільнення з посади президента УНІАН, але деякий час залишався чинним президентом. 16 травня генеральний директор УНІАН Вадим Осадчий усунув Олександра Харченка з посади головного редактора і перевів на посаду головного редактора веб-сайту агенції, на місце Харченка був призначений Михайло Ганницький. Харченко сказав, що не згодний з цим наказом і оскаржуватиме його в суді, а також пов'язав це зі своєю незгодою перетворювати сайт на таблоїд. Осадчий сказав, що усунення Харченка з посади шеф-редактора пов'язане з негативними економічними показниками агентства протягом останнього періоду, а також відкинув звинувачення в таблоїдизації порталу. Харченко назвав переведення на іншу посаду спробою змусити його піти. Колектив УНІАН вимагав повернення Харченка на посаду і заявляв про випадки цензури, які допустило нове керівництво. 17 травня президент агентства Олег Наливайко поновив на посаді звільненого головного редактора Олександра Харченка, чим призупинив рішення Вадима Осадчого. Наступного дня Наливайко сказав, що Олександра Харченка імовірно буде призначено президентом УНІАН: «для колективу він буде гарантом свободи слова, яка була і залишиться в УНІАН, і гарантом того, що не буде трудових спорів, цензурних моментів». 25 травня Олександр Харченко покинув УНІАН, на його місце був призначений Михайло Ганницький, що працював у ТСН, а до того — колишній головний редактор сайту «Сегодня».
26 жовтня 2012 року, напередодні парламентських виборів в Україні, були зафіксовані випадки цензури при підготовці публікацій УНІАН.
11 лютого 2013 року УНІАН опублікував фальшиві інтерв'ю з Сергієм Власенком та Олександрою Кужель. Журналіст УНІАН сказав Українській правді, що новини були спущені «згори» і поставив їх на сайт Бородійчук, а також що команду редакторів, які раніше виступили з заявою про цензуру «доповнили» 4 новими людьми, через яких і ставлять «подібну джинсу». 26 лютого Ігор Коломойський запропонував три шляхи вирішення ситуації. В одному з яких колектив мав вибачитися перед керівництвом і відкликати свою заяву про цензуру. В іншому Коломойський міг закрити УНІАН. В останньому він пропонував забути про інцидент і продовжувати працювати. 4 березня керівництво УНІАН взяло на себе всю відповідальність за розміщення на сайті агентства 11 лютого 2013 року сфальсифікованих заяв народних депутатів Олександри Кужель і Сергія Власенка.
28 серпня 2013 року виконавчий директор «Інституту Масової Інформації» Оксана Романюк на своїй сторінці у Facebook написала про те, що «керівництво УНІАНу замкнуло в кімнаті „неугодних“ редакторів, які раніше заявляли про цензуру, та ще кількох співробітників, і утримувало кілька годин. Їх змушували підписати, що вони ознайомлені з наказом про їхнє „переміщення“ із відділу сайту у відділ „моніторингу теленовин“, розташований десь на Дарниці». Журналісти назвали це помстою за те, що вони раніше повідомляли про цензуру: «Розцінюємо рішення адміністрації як спрямоване на переслідування за критику і громадянську позицію, а також на встановлення тотальної цензури на сайті УНІАН». Міжнародна федерація журналістів та її європейська група, Європейська федерація журналістів, закликали припинити переслідування журналістів української агенції УНІАН.

### Євромайдан
У період Революції Гідності і анексії Криму на УНІАН неодноразово здійснювалися DDOS-атаки, які досягли свого піку 16 березня 2014 року, у день так званого референдуму в Криму.
У 2016 році УНІАН провів редизайн сайту. Над своїм перезапуском команда агентства працювала майже рік. Одночасно з перезапуском сайту, УНІАН презентував сервіс.[який?]
2017 року створено погодний додаток для Google Play і App Store в рамках сервісу «Погода УНІАН». Мобільний додаток показує прогноз погоди на 30 днів у 120 тисячах міст в усьому світі.
У 2018 році інформаційне агентство УНІАН запустило проєкт про подорожі.
19 грудня 2018 року ряд українських ЗМІ отримали електронні листи з повідомленням, що в московській лікарні начебто помер колишній президент України Віктор Янукович. У підписі до повідомлення були вказані фактична адреса редакції ТОВ «УНІАН» і номер телефону, який не належить редакції. УНІАН повідомив, що не мав жодного стосунку до розсилання даного повідомлення.

## Фотослужба УНІАН
На 2008 рік фотобаза і фотоархів УНІАН налічували понад 200 тисяч знімків. Станом на 2020 рік архів служби налічував близько мільйона фотографій.

## Колектив
На 2013 рік колектив нараховував понад 60 осіб.

### Власні кореспонденти

#### Роман Цимбалюк
Український журналіст Роман Цимбалюк працює власним кореспондентом агенції в Москві. Під час російської збройної агресії проти України акредитований в Росії.
21 березня 2017 був затриманий московською поліцією після запису інтерв'ю з аспірантом історичного факультету МДУ Захаром Сарапуловим, який 18 березня, в день анексії Криму, вивісив у вікні гуртожитку, де мешкає, прапор України. Разом був затриманий оператор каналу «1+1» Микита Бородін. Через 3 години затримані були відпущені.
На початку 2022 року був єдиним українським кореспондентом, акредитованим в Росії.

## Керівництво
Власники
- (на 2009) Ігор Коломойський[35]

Президенти
- (2006—2007) Ірина Геращенко[4][5][6][36]
- (2010—2012) Олег Наливайко[37]

Генеральні директори
- (1994—2002) Михайло Батіг[38][39]
- (2002—2009) Олег Наливайко[39][40]
- (2009—2010) в.о. Олександр Харченко[40]
- (2010—2012) Олег Наливайко[40][37]
- (2012—2014) Вадим Осадчий[8][41][42]
- (з 2014) Михайло Ганницький[41][42]

Редактори
- (1993) Володимир Рубан, головний редактор[43]
- (1999—2012) Олександр Харченко, головний редактор[44][20][19]
- (з 2012) Михайло Ганницький, шеф-редактор[20]

## Досягнення
У 2015 році роботи фотокореспондента інформаційного агентства УНІАН Владислава Мусієнка, що були зроблені під час Євромайдану, представлені в номінації Current affairs престижної світової премії Sony World Photography Awards.

## Оцінки
2008 року під час російсько-грузинської війни УНІАН надавало більш збалансовано російську і грузинську позиції порівняно із виданнями Корреспондент і Подробности.
За даними Інституту масової інформації, у грудні 2023 року понад 30 % матеріалів онлайн-медіа «УНІАН» містили порушення журналістських стандартів. За показником медіа зайняло 20 місце з 25 проаналізованих.
Моніторинг ІМІ у травні 2025 року засвідчив, що більшість публікацій розділу «Новини» сайту УНІАН відповідали стандартам якісної журналістики, проте значна частина матеріалів порушувала стандарт відокремлення фактів від коментарів. За даними ІМІ, у заголовках використовувалися оціночні судження, гіперболи й емоційно забарвлена лексика. У рубриці також були поради, тести та антинаукові матеріали, що порушували стандарт достовірності. Крім того, зафіксовано публікації з ознаками замовності та порушенням стандарту балансу думок і точок зору.